# Dasineura storozhenkoi
Dasineura storozhenkoi är en tvåvingeart som beskrevs av Fedotova 2003. Dasineura storozhenkoi ingår i släktet Dasineura och familjen gallmyggor. Inga underarter finns listade i Catalogue of Life.